# عرب سود جيرانكم
عرب سود جيرانكم (بالفرنسيةLes Bicots-Nègres vos voisins :، بالإنجليزيةArabs and Niggers, Your Neighbours :)، هو فيلم موريتاني فرنسي من إنتاج عام 1974، كتبه وأخرجه المخرج الحائز على جائزة جولدن ليوبارد ميد هوندو، وبطولة أرماند أببلانالب، وجان بيرغر، وكلود ديبورد وآخرين.
فيلم «عرب سود جيرانكم»، وثائقي مدته 190 دقيقة، وهو ثاني أفلام ميد هوندو الطويلة وأول فيلم ملون له.

## محتوى الفيلم
افتتح الفيلم بمونولوج مدته 21 دقيقة تحدث فيه رجل مباشرة أمام الكاميرا وشرح تاريخ السينما في إفريقيا. كما في فيلمه الأول، سولي أو (1969) الذي تناول هوندو فيه العنصرية التي واجهها المهاجرون الأفارقة في فرنسا، والاستمرارية بين العبودية واستغلال العمالة المهاجرة بعد الاستعمار: «أردت أن أبين أن هؤلاء العمال لا يأكلون طعام أي شخص آخر، وأنهم بالكاد يحصلون على طعامهم بالشكل الصحيح. ولإظهار كيف يعيشون، وماهي مشاكلهم، والصعوبات التي يواجهونها، وتناقضاتهم، كلها أشياء يعرفها العمال الأوروبيون بشكل سيئ».
وصف الناقد السينمائي فيليب كونكانون الفيلم بأنه «استكشاف استفزازي وتصادمي ومحفز للسينما الأفريقية، وللاستعمار، وللرأسمالية، وللاشتراكية، وللعمالة المهاجرة، وللاستغلال، وللعنصرية وغيرها».

## الجوائز
حاز الفيلم على جائزة التانيت الذهبي في مهرجان قرطاج السينمائي عام 1974.

## روابط خارجية
- عرب سود جيرانكم على موقع IMDb (الإنجليزية)
- عرب سود جيرانكم على موقع قاعدة بيانات الفيلم (الإنجليزية)
- عرب سود جيرانكم على موقع ليتربوكسد (الإنجليزية)
- عرب سود جيرانكم على موقع كينوبويسك (الروسية)